# Монстр Поуп Лик
Монстр Поуп Лик (англ. Pope Lick Monster), нередко называемый просто Человек-Козёл (Goat Man) — легендарное существо, частично человек, частично козёл и частично овца. Живёт под железнодорожным эстакадным мостом через ручей Поуп Лик в районе Фишервилль в Луисвилле, штат Кентукки, США.
Существует множество городских легенд о происхождении этого существа и о том, как именно оно убивает своих жертв. Согласно некоторым сообщениям, существо использует гипноз или имитацию голоса, чтобы заманить пробравшихся на эстакаду под приближающийся поезд. Другие истории утверждают, что монстр спрыгивает с эстакады на крыши проезжающих под ней вагонов. А иные легенды рассказывают, что он нападает на своих жертв с окровавленным топором и что сам вид этого существа настолько страшен, что те, кто видит его, проходя по высокой эстакаде, сами спрыгивают.
Другие легенды утверждают, что монстр — гибрид человека и козы и был цирковым уродом, который поклялся отомстить за жестокое обращение. В одной из версий говорится, что монстр сбежал после того, как поезд сошёл с рельсов на эстакаде. Другая версия, которую часто рассказывают местные жители, утверждает, что монстр на самом деле является извращенно реинкарнированной формой фермера, который приносил в жертву коз в обмен на сатанинские силы.
С момента строительства на эстакаде произошло несколько смертей и несчастных случаев, несмотря на наличие забора высотой 2,4 м для защиты от любителей острых ощущений.
Существует распространенное заблуждение, что эстакада заброшена и больше не используется; на самом деле мост является главной железнодорожной артерией в Луисвилле. Тяжелые грузовые поезда пересекают мост несколько раз в день, поэтому легко кто-нибудь может застрять на нем, когда на него несется встречный поезд. Южная железная дорога Норфолка призвала граждан не подниматься на эстакаду, заявив, что в случае поимки они будут арестованы.

Монстру посвящён короткометражный фильм 1988 года The Legend of the Pope Lick Monster.